# Prolobosia schistacea
Prolobosia schistacea là một loài bướm đêm thuộc phân họ Arctiinae, họ Erebidae.